# Typhloesus wellsi
Тифлоэз (лат. Typhloesus welsii) также "инопланетная золотая рыбка" — пелагический моллюск живший в каменноугольном периоде и обнаруженный в 1973 году в известняках Медвежьего ущелья (Bear culch limestone) на территории американского штата Монтана.

## Описание
Длина — 9 сантиметров. Не имеет глаз, жабр, ануса и хорды или позвоночника. Выглядел веретенообразно и имел с одной стороны хвостовой плавник, а с другой ротовое отверстие, в коем была радула. Охотился на конодонтоносителей, выпуская свою радулу как лягушачий язык.

## История изучения
Сразу после открытия Typhloesus wellsi считался носителем конодонтов. Позже выяснилось, что зубообразные выросты находились у него в глотке и располагались тёркой, поэтому из конодонтохордовых он был перенесён в брюхоногие моллюски. Доктор Жан-Бернар Карон говорил, что Typhloesus wellsi вероятно представляет отдельную монотипическую группу, отколовшуюся ещё в карбоновом периоде. Конвей Моррис предполагал, что радула появилась в результате конвергентной эволюции.